# Ka-8 (航空機)
Ka-8(カモフ8；ロシア語:Ка-8カー・ヴォースィェミ)は、ソ連の航空機設計者ニコラーイ・イーリイチ・カーモフによって1946年から1947年の間に開発されたヘリコプターである。同軸反転式ローターを用いることによって、ローターの反トルクを解消している。1947年10月に初飛行した。エンジンを変更などしたKa-10は10機ほど製作された。
オートバイ用エンジン（M-76）からアルコール燃料使用により32 kWの出力を得た。ソ連海軍の興味をひきKa-10で試験が継続された。

## 性能･主要諸元

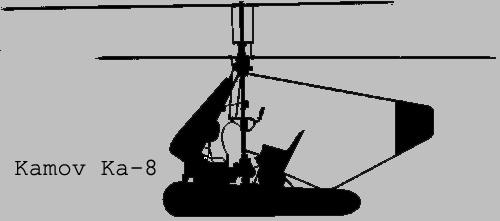
Ka-8

- 乗員： 1名
- 主回転翼直径: 5.6 m
- 全長: 3.7 m
- 自重: 183 kg
- 全備重量: 320 kg
- 発動機: M-76 出力 32 kW
- 超過禁止速度: 80km/h
- 航続距離: 40 km
- 上昇限度: 250 m